# Jacques Charpentier (compositeur)
Pour les articles homonymes, voir Jacques Charpentier (homonymie) et Charpentier (homonymie).
Jacques Charpentier est un compositeur et un organiste français du XXe siècle, né à Paris le 18 octobre 1933 et mort le 15 juin 2017 à Lézignan-Corbières,.

## Biographie
Enfant, Jacques Charpentier commence seul l'apprentissage de la musique au piano. De 1950 à 1953, il travaille avec Jeanine Rueff, puis part pour l'Inde et s'initie à la musique traditionnelle hindoue, à Bombay et Calcutta. Il y restera dix-huit mois, ce séjour s'avérant décisif pour son évolution musicale à venir. De retour en France, en 1954, il travaille la composition avec Tony Aubin et la philosophie de la musique avec Olivier Messiaen au Conservatoire de Paris. Il entre aux jeunesses musicales de France en 1959, puis André Malraux le nomme inspecteur principal de la musique en 1966 et inspecteur général de la musique au secrétariat d'État à la Culture en 1975. Il est titulaire du grand orgue de Saint-Nicolas du Chardonnet à Paris depuis 1974. L'année où il intègre le secrétariat d'État à la Culture, il fonde le Centre d'études grégoriennes et de musiques traditionnelles comparées à l'abbaye de Sénanque, et est aussi chargé de cours d'orchestration au Conservatoire de Paris. Par la suite, il succède à Jean Maheu au poste de directeur de la musique, de l'art lyrique et de la danse au ministère de la Culture et de la Communication de 1979 à 1981. Il est ensuite directeur de la musique de la ville de Nice, puis réside à Carcassonne,.
Jacques Charpentier est aussi l'auteur d'ouvrages didactiques sur le chant grégorien et sur la musique de l'Inde. Il est marié à la mezzo-soprano Danielle Vouaux-Charpentier.
Il repose au cimetière La Conte de Carcassonne.
Le 17 novembre 2023, la ville de Carcassonne lui attribue le nom d'une rue dans le quartier de la Barbacane.

## Prix
- Prix Koussewitski (1966)
- Grand Prix musical de la Ville de Paris (1978)
- Prix Georges Bizet (1963) et Prix Dauberville (1987), attribués par l'Académie des beaux-arts (France).

## Distinctions
- Commandeur de la Légion d'honneur (2015)[6],[7];
- Commandeur de l'ordre national du Mérite (2006);
- Commandeur de l'ordre des Arts et des Lettres (1975);
- Officier de l'ordre des Palmes académiques (1993);
- Médaille d'honneur de la ville de Carcassonne (2011)[8].

## Influences musicales
L'Inde a influencé de façon décisive l'homme et sa musique. En 1957, il entreprend un travail colossal consacré aux 72 modes karnatiques de l'Inde du sud, échelles de base de la musique classique traditionnelle cette région. Ce seront les 72 études karnatiques, terminées en 1984, soit 27 ans plus tard, et où l'influence de Messiaen est manifeste. Le piano y est traité en percussions avec étagement de résonances, avec des sonorités rappelant certains instruments de l'Inde. À son retour des Indes, Charpentier cherche à synthétiser ses nouvelles influences orientales avec sa culture musicale occidentale. Messiaen l'oriente vers la lecture de Saint Thomas d'Aquin, qui lui prendra deux années de travail. Charpentier a parfois aussi écrit dans un style néo-classique, comme sa Symphonie brève (1958), la Sinfonia sacra pour le jour de Pâques (1965) ou le Prélude pour la Genèse (1967),.

## Compositions (sélection)

### Années 1950
- 72 études karnatiques, pour piano. Début de composition : 1957 (terminées en 1984)[11]
- Symphonie brève (1958)

### Années 1960
- Sinfonia sacra pour le jour de Pâques (1965)
- Prélude pour la Genèse (1967)

### Années 1970
- Béatrix de Plannisolas, opéra en 5 actes et en langue d'oc (1971), Création au Festival d'Aix-en-Provence, 1971
- Le Livre d'orgue, Commande des Journées de musique contemporaine de Metz (1973)
- Symphonie no 5 (1977)
- Symphonie no 6, pour orgue et orchestre (1978). Création le 16 janvier à la Maison de la Radio à Paris.
- Te Deum (1978). Création le 30 mars au Festival de Pâques à la cathédrale de Tarbes.

### Années 1980
- Vitrail pour un temps de guerre (1982), pour orchestre à cordes. Création à Budapest.
- Manque de chance (1984), conte musical pour enfants d'après le conte de Pierre Gripari : "Je ne sais qui je ne sais quoi"
- Le miroir de Marie-Madeleine (1988), pour soprano solo, choeur de voix de femmes et orchestre. Création le 5 juin au Palais des festivals de Cannes.

### Éléments de discographie
- 72 études karnatiques par Anne Gaëls , Enregistrement réalisé en 1992 en présence du Compositeur Jacques Charpentier.Première édition en 1997. Classée en 1998 par "Le Monde de la Musique" comme "Meilleur Enregistrement de Musique Contemporaine ".Classé "10 de Répertoire" par la revue "Répertoire".
- Messe de Chartres, Patrick Delabre et Benjamin Righetti au grand orgue, Philippe Frémont, chef de chœur, avec le concours de la maîtrise de la cathédrale de Chartres, direction d’orchestre : Joachim Jousse, DBA, 2006
- Jacques Charpentier joue Jacques Charpentier à Notre-Dame de Paris, Solstice, 2004
- Le grand orgue de la basilique Saint-Nazaire et Saint-Celse de la cité de Carcassonne, 3D Classics
- 72 études karnatiques par Michael Schäfer, 3 CD, Genuin, 2012
- Symphonie n° 6 par Marie-Claire Alain & Danmarks Radiosymfoniorkester, dir. Támás Vetö

## Sources
- Marc Vignal, Dictionnaire de la musique française, Larousse, 1988  (ISBN 2-03-720038-2).
- Marc Honegger, Dictionnaire de la musique : les hommes et leurs œuvres, Bordas, 1986  (ISBN 2040153969)
- Vincent Moreau, Jacques Charpentier, l'homme et l'œuvre, Université de Paris 4 Sorbonne, 1989